# Dicranomyia felix
Dicranomyia felix är en tvåvingeart som först beskrevs av Alexander 1950.  Dicranomyia felix ingår i släktet Dicranomyia och familjen småharkrankar.
Artens utbredningsområde är Peru. Inga underarter finns listade i Catalogue of Life.